# Елізабет Райхарт
Елізабет Райхарт (нім. Elisabeth Reichart; нар. 19 листопада 1953, Штайрег) — австрійська письменниця.

## Біографія
Вивчала історію та германістику в університетах Зальцбурга і Відня. У 1983 році в Зальцбурзькому університеті захистила дисертацію про нацизм і супротив йому в Зальцкаммергуті, отримала ступінь доктора наук. Неодноразово була запрошеною письменницею в коледжах і університетах США (1994, 1995, 2002, 2005, 2007), запрошеним професором у Нагойському університеті (1999, 2004). 

## Творчість
Авторка повістей, романів, п'єс, книг для дітей. 

## Книги
- Heute ist morgen. Salzburg 1983
- Лютневі тіні, історичний роман про Мюльфіртельське полювання на зайців / Februarschatten. Wien 1984 (первид. 1985 з передмовою Крісти Вольф, 1989, 1995, 1997, 2000; англ. пер. 1988, 1989)
- Іди через озеро / Komm über den See. Frankfurt am Main 1988 (повість; фр. пер. 1993)
- La Valse. Salzburg 1992 (повісті)
- Fotze. Salzburg ua 1993 (повість)
- Sakkorausch. Salzburg ua 1994
- Казка наніч / Nachtmär. Salzburg ua 1995
- Inselfeier / 3 Stück Österreich. Salzburg 1996 (п'єса)
- Забута посмішка Аматерасу / Das vergessene Lächeln der Amaterasu. Berlin 1998
- Danubio im Traumwasser. Schloß Hamborn 2000 (zusammen mit Kiki Ketcham-Neumann)
- Будинок вмираючих чоловіків / Das Haus der sterbenden Männer. Salzburg 2005
- Невідомий фотограф / Die unsichtbare Fotografin. Salzburg 2008
- Die Voest-Kinder. Salzburg 2011

## Визнання
- 1985: Премія Теодора Кернера
- 1989: Заохочувальна літературна премія Відня
- 1993: Австрійська заохочувальна премія з літератури[de]
- 1995: Стипендія Еліаса Канетті
- 1996: Стипендія Еліаса Канетті
- 1999: Австрійська премія з літератури[de]
- 2000: Премія Антона Вільдганса
- 2009: Премія Верхньої Австрії з культури